# 愛したい 君を 愛したい
「愛したい 君を 愛したい」(あいしたい きみを あいしたい)は、リュ・シウォンの11枚目のシングルである。2011年3月16日発売。

## 概要
- エイベックス移籍第1弾シングルはシャ乱Qのつんく♂がプロデュースを担当した。
- 初回限定盤にはDVDが付属しており、「愛したい 君を 愛したい」のVideo Clipとメイキングを収録している。

## 収録曲
1. 愛したい 君を 愛したい
  - 作詞・作曲：つんく／編曲：湯浅公一
2. 愛する時間
  - 作詞・作曲：つんく／編曲：高橋諭一
3. 愛したい君を愛したい（Instrumental）
4. 愛する時間（Instrumental）